# 阔羽莲座蕨
阔羽莲座蕨（学名：Angiopteris latipinna）为觀音座蓮科觀音座蓮屬下的一个种。

## 同物異名
- Archangiopteris henryi Christ & Giesenh. [Flora 72: 77 (1899)] ，與 Angiopteris henryi 為不同物種。
- Archangiopteris latipinna Ching [Icon. Fil. Sin. 5: t. 207 (1958)]

## 扩展阅读
- 維基物種上的相關：亨利原始觀音座蓮